# Itoigawa
Itoigawa (Japans: 糸魚川市, Itoigawa-shi) is een stad in de prefectuur Niigata in Japan. Op 1 november 2009 had de stad 47.718 inwoners. De bevolkingsdichtheid bedroeg 63,9 inw./km². De oppervlakte van de stad bedraagt 746,24 km².

## Geschiedenis
De stad Itoigawa is op 1 juni 1954 ontstaan door samenvoeging van de gemeente Itoigawa met de dorpen Uramoto, Shimohayakawa, Kamihayakawa, Yamatogawa, Saikai, Ōno, Nechi en Kotaki van het district Nishikubiki. Op 1 oktober 1954 werd het dorp Imai aan Itoigawa toegevoegd. Bij de laatste gemeentelijke herindeling van 19 maart 2005 werd Itoigawa uitgebreid met de gemeenten Nou en Oumi.
Itoigawa ligt aan het eind van de beroemde shio no michi (zoutweg) waarlangs Edo via Nagano van zout werd voorzien.

## Cultuur
Itoigawa is bekend door het jade dat op de stranden van de stad gevonden wordt.
Itoigawa is beroemd door de unieke vorm van bugaku, een vorm van traditioneel Japans toneel. Itoigawa Bugaku wordt opgevoerd tijdens festivals bij de Hakusan-tempel en Amatsu-tempel. Het heeft erkenning gekregen als 'belangrijk niet-fysiek cultureel erfgoed'.

## Verkeer
Itoigawa ligt aan de Hokuriku-autosnelweg en aan de autowegen 6 en 148.
Over het spoor wordt Itoigawa bediend door de Hokuriku-lijn en de Ōito-lijn van JR West. In 2011 wordt Itoigawa een hoofdstation aan de Hokuriku Shinkansen, waardoor de reistijd tussen Tokio en Itoigawa wordt teruggebracht tot ongeveer drie uur.